# Ludwig Wedel
Ludwig Wedel (* 9. April 1909 in Griesheim; † 30. März 1993 in Groß-Umstadt) war ein hessischer Politiker (SPD) und ehemaliger Abgeordneter des Hessischen Landtags.

## Ausbildung und Beruf
Ludwig Wedel besuchte nach der Volksschule und der Kaufmannsschule das Institut der Wirtschaftsprüfer und machte eine Lehre als Industriekaufmann. Danach arbeitete er als Verwaltungsangestellter, Gewerkschaftsangestellter, Bücherrevisor und Helfer in Steuersachen. Schließlich wurde er Steuersyndikus der früheren Landesdentistenkammer.

## Politik
Ludwig Wedel war seit dem Jahr 1923 Mitglied der SPD, SAJ und der Gewerkschaften. Am 4. Dezember 1939 beantragte Ludwig Wedel seine Aufnahme in die NSDAP. Diese wurde abgelehnt. Als Grund wird genannt: „Es besteht Grund zu der Annahme, dass Wedel die Mitgliedschaft in der Partei lediglich zu dem Zwecke nachsucht, sich mit ihr geschäftliche Vorteile und ein besseres wirtschaftliches Fortkommen zu verschaffen. Wedel ist daher für die Partei nicht tragbar.“
Nach dem Ende des Nationalsozialismus und des Zweiten Weltkriegs wurde er von 1946 bis 1952 ehrenamtlicher Beigeordneter in Groß-Umstadt. Zwischen 1952 und 1954 war er Stadtverordnetenvorsteher. In den Jahren 1954 bis 1969 war er Bürgermeister von Groß-Umstadt. Unter seiner Leitung wurde im Jahr 1966 die erste Städtepartnerschaft Groß-Umstadts mit Saint-Péray in Frankreich geschlossen. Seine Worte beim Besuch der Partnerstadt im September 1966:

„Heute sind wir Bürger von Frankreich oder Deutschland. Morgen werden wir Bürger von Europa, dann Bürger der Welt sein.“

Im Jahr 1946 wurde er auch Mitglied des Kreisausschusses und war vier Jahre zweiter Kreisdeputierter. Bis 1964 war er Kreistagsvorsitzender. Bei den Landtagswahlen vom 23. November 1958 gewann er als zweiter Umstädter Sozialdemokrat ein Mandat im Hessischen Landtag und war durch erneute Wahlsiege am 11. November 1962 und 6. November 1966 vom 1. Dezember 1958 bis zum 30. November 1970 für zwölf Jahre Mitglied des 4., 5. und 6. Hessischen Landtags. Ludwig Wedel war im Jahr 1959 Mitglied der 3. Bundesversammlung.

## Ehrungen
In Groß-Umstadt ist das Ludwig-Wedel-Stadion nach ihm benannt und ist Heimat des Portugiesischen Sportverein Groß-Umstadt und der Spielvereinigung Groß-Umstadt.